# Condado de Fejér
Fejér es un condado administrativo de Hungría, situado en el centro del país. Se distribuye en torno a la ribera oeste del río Danubio, cerca del lago Balatón. Linda con los condados de Veszprém, Komárom-Esztergom, Pest, Bács-Kiskun, Tolna y Somogy. Contaba con una población de 426.541 habitantes en 2001 y su capital es Székesfehérvár.

## Condados urbanos
- Székesfehérvár
- Dunaújváros

## Poblaciones principales
En paréntesis la población censada en el año 2001:
- Mór (14.731)
- Sárbogárd (13.461)
- Bicske (11.103)
- Ercsi (8.406)
- Gárdony (8.127)
- Enying (7.191)
- Polgárdi (6.582)
- Martonvásár (5.180)
- Velence (4.845)
- Adony (3.823)